# Ranchitos Las Lomas
Ranchitos Las Lomas é uma Região censo-designada localizada no estado norte-americano do Texas, no Condado de Webb.

## Demografia
Segundo o censo norte-americano de 2000, a sua população era de 334 habitantes.

## Geografia
De acordo com o United States Census Bureau tem uma área de
56,8 km², dos quais 56,6 km² cobertos por terra e 0,2 km² cobertos por água.

## Localidades na vizinhança
O diagrama seguinte representa as localidades num raio de 32 km ao redor de Ranchitos Las Lomas.